# Alfredo Rego
Francisco Alfredo Rego (ur. 29 grudnia 1946) – gwatemalski narciarz alpejski, olimpijczyk.
Na igrzyskach w Calgary brał udział w dwóch konkurencjach. Był jednym z czterech gwatemalskich narciarzy alpejskich na tych igrzyskach, jednak był z nich wyraźnie najsłabszy. W obu konkurencjach w których startował, zajmował ostatnie pozycje wśród zawodników sklasyfikowanych.
Rego był najstarszym reprezentantem Gwatemali na tych igrzyskach (miał ukończone niespełna 41 lat i dwa miesiące). Ponadto był chorążym reprezentacji podczas ceremonii otwarcia igrzysk.

## Osiągnięcia

### Zimowe igrzyska olimpijskie
Opracowano na podstawie materiału źródłowego:
| Igrzyska      | Konkurencja                                                   | Wynik | Miejsce |
| ------------- | ------------------------------------------------------------- | ----- | ------- |
| Calgary 1988  |                                                               |       |         |
| slalom        | 1. przejazd – 1:46,49 2. przejazd – 1:33,79 Łącznie – 3:20,28 | 54.   |         |
| slalom gigant | 1. przejazd – 1:45,07 2. przejazd – 1:41,52 Łącznie – 3:26,59 | 69.   |         |